# ソウトマイヨール

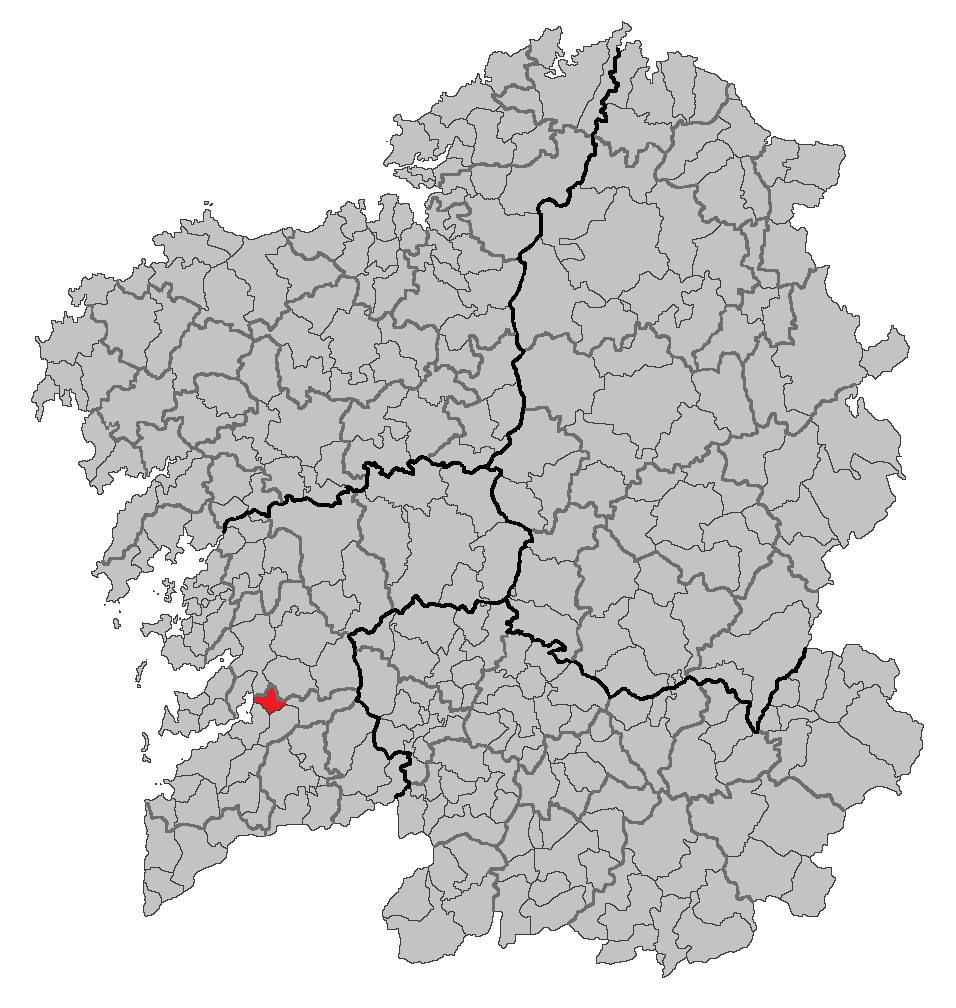

ソウトマイヨール（Soutomaior）は、スペイン、ガリシア州、ポンテベドラ県の自治体で、コマルカ・デ・ビーゴに属する。ガリシア統計局によると、2011年の人口は7,223人（2009年：6,867人）。住民呼称は、男女同形のsoutomaiorense。カスティーリャ語表記はSotomayor（ソトマジョール）。
ガリシア語話者の自治体人口に占める割合は97.45％（2001年）。

## 地理
ソウトマイヨールは、ポンテベドラ県の西部、リア･デ･ビーゴの最奥部に位置し、コマルカ・デ・ビーゴに属する。北はポンテベドラとポンテ・カルデーラスと、東はフォルネーロス・デ・モンテスと、南はレドンデーラとパソス・デ・ボルベンの各自治体と隣接、西はリア・デ・ビーゴに面している。
ソウトマイヨールはレドンデーラ司法管轄区に属し、同管轄区の中心自治体である。

### 人口
出典:INE（スペイン国立統計局）1900年 - 1991年、1996年 - 
住民は2つの教区の17の地区（集落）に居住する。

## 経済
ソウトマイヨールはビーゴに近接し、第一次産業に従事している住民は、全人口のわずか10％にすぎず、それも減少傾向にあるのであるが、今もって農村・漁村型社会の色彩が色濃い。この地の代表的産品はハマグリ、アサリ、カキなどの貝類である。
第二次産業に従事する人口はおよそ35％で、多くがビーゴまたはポンテベドラに日々通っており、これもまた減少傾向にある。
残りの、全就業人口のおよそ半分の人々が、小売業、飲食業、運輸・交通等の第三次産業に従事している。

## 政治
現在の自治体首長はガリシア国民党（PPdeG）のアグスティン・レゲーラ・オカンポ（Agustín Reguera Ocampo）。 自治体評議員はガリシア国民党：9、ガリシア民族主義ブロック（BNG）：3、ガリシア社会党（PSdeG-PSOE）：1となっている（2011年5月22日の自治体選挙結果、得票順）。
| 1999年6月13日自治体選挙 |        |        |          |
| 政党                    | 得票数 | 得票率 | 獲得議席 |
| PPdeG                   | 2,160  | 64.86% | 9        |
| BNG                     | 800    | 24.02% | 3        |
| PSdeG-PSOE              | 324    | 9.73%  | 1        |

| 2003年5月25日自治体選挙 |        |        |          |
| 政党                    | 得票数 | 得票率 | 獲得議席 |
| PPdeG                   | 2,032  | 56.92% | 8        |
| BNG                     | 1,033  | 28.94% | 4        |
| PSdeG-PSOE              | 462    | 12.94% | 1        |

| 2007年5月27日自治体選挙 |        |        |          |
| 政党                    | 得票数 | 得票率 | 獲得議席 |
| PPdeG                   | 2,155  | 57.09% | 8        |
| BNG                     | 821    | 21.75% | 3        |
| PSdeG-PSOE              | 740    | 19.60% | 2        |

| 2011年5月22日自治体選挙 |        |        |          |
| 政党                    | 得票数 | 得票率 | 獲得議席 |
| PPdeG                   | 2,441  | 61.42% | 9        |
| BNG                     | 935    | 23.53% | 3        |
| PSdeG-PSOE              | 536    | 13.49% | 1        |

## 史跡
- ソウトマイヨール城（Castelo de Soutomaior）－12世紀建造の中世の城郭。

## 教区
ソウトマイヨールは2つの教区に分けられる。
- アルカーデ（サンティアーゴ）
- ソウトマイヨール（サン・サルバドール）

## ギャラリー

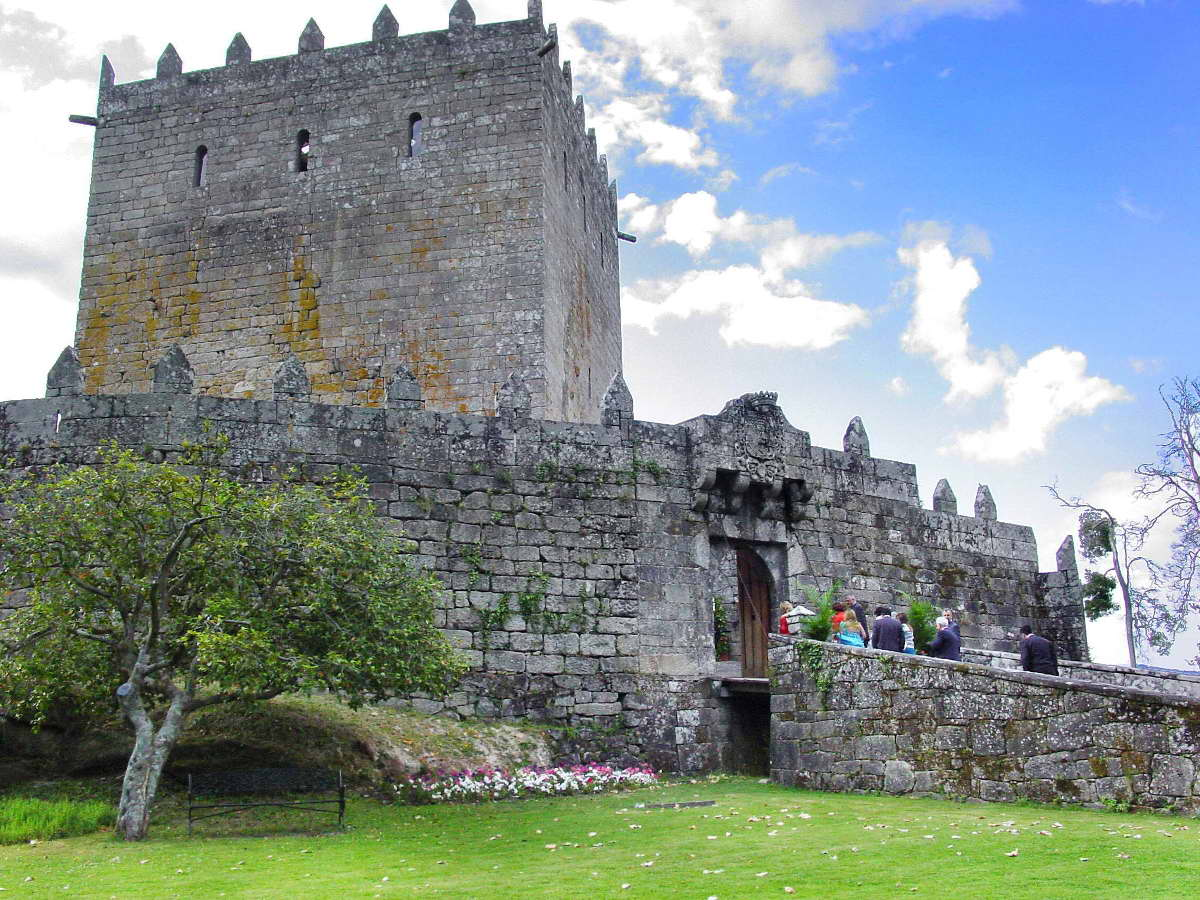
ソウトマイヨール城
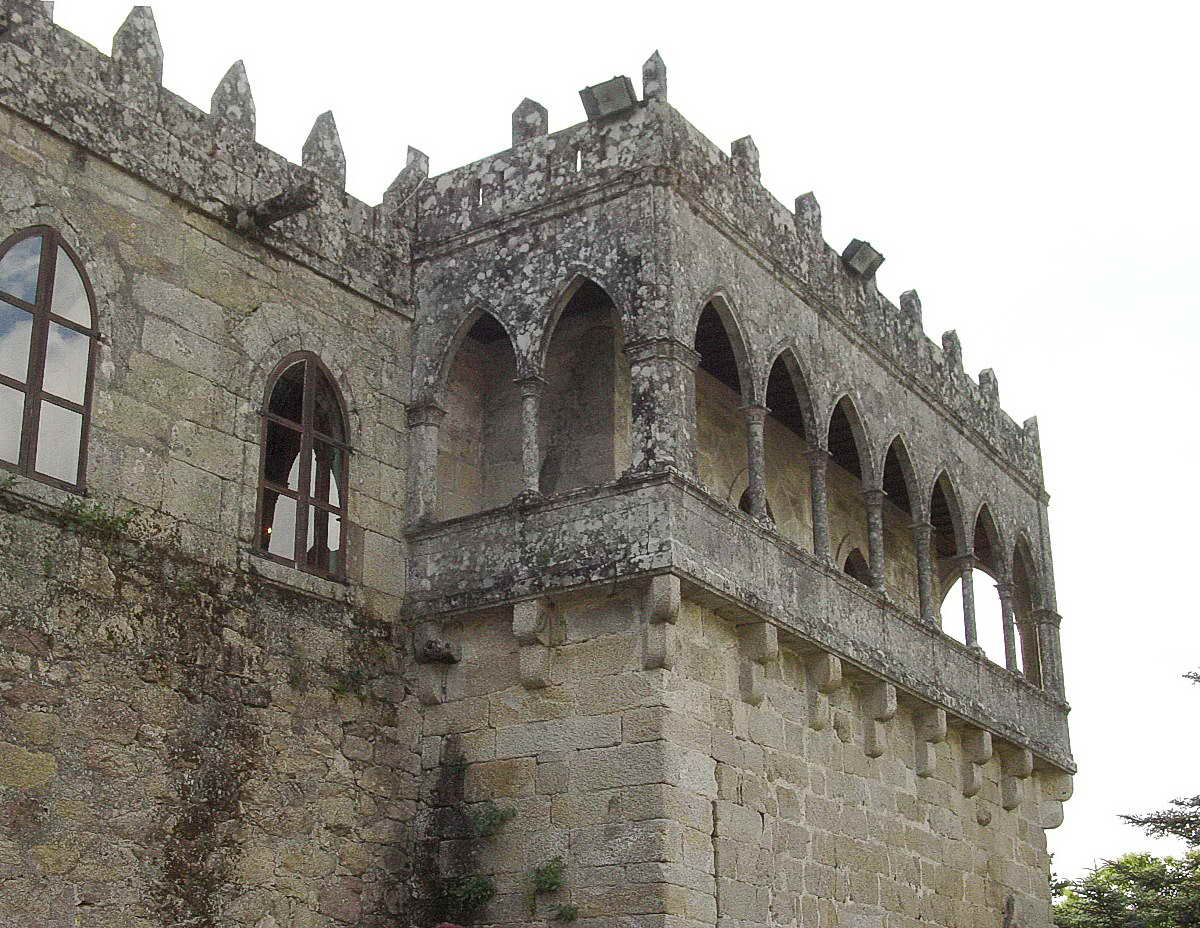
貴婦人たちのガレリア（ソウトマイヨール城）
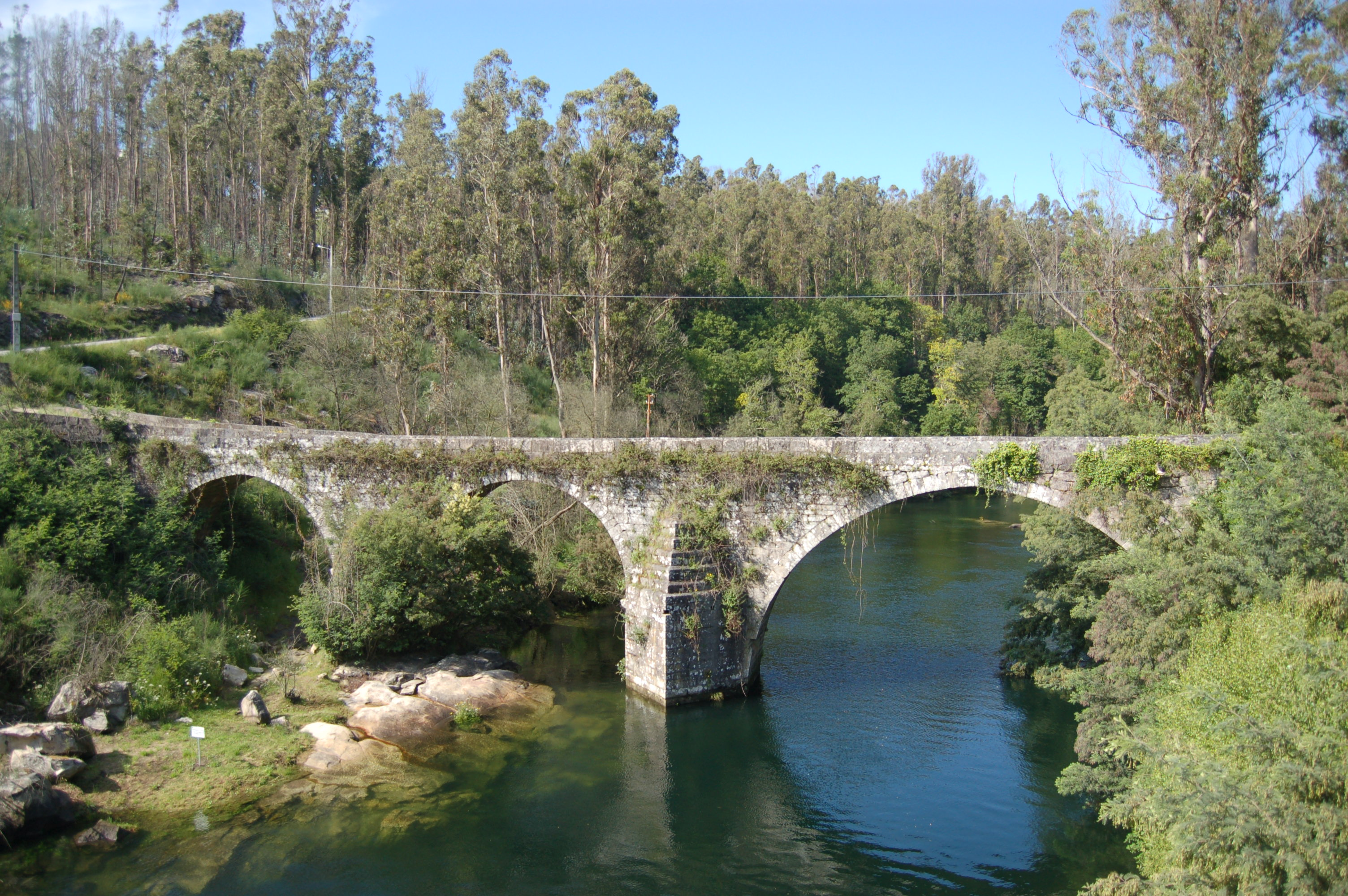
中世の石橋